# Protoss

Un Zealot - unitate Protoss cu atac doar la sol

Zeratul, un erou Protoss. (imagine din Star Craft II)

Protoss este o rasă fictivă de extratereștri, fiind o rasă de umanoizi din seria StarCraft. Acestă rasă este compusă din două societăți, prima fiind Khalai - o societate conservatoare și Nerazim - cea a templierilor întunecați exilați. Membrii protoss sunt descriși ca fiind o specie puternică din punct de vedere fizic, cu abilitățile psihonice avansate. Protoss este considerată ca fiind cea mai avansată tehnologic, având acces la unități și echipamente puternice, la tehnologii avansate precum scuturi de energie defensive și ofensive, având și abilitatea de a se deplasa la o viteză superluminică pe plan local cu ajutorul unei nave Arbiter (care în plus manipulează continuumul spațiu-timp pentru a face invizibile unitățile din raza sa de acțiune). Cu toate acestea, pentru echilibrarea cu celelalte rase, dezvoltatorii jocurilor au programat ca forțele lor să necesite un proces de fabricație lung și costisitor, încurajând astfel jucătorii să urmeze o strategie bazată pe calitatea unităților și nu pe numărul lor.
Are câte două campanii în prima serie și în continuarea Brood War. La fel, și continuarea StarCraft II -Legacy of the Void este focalizată pe această rasă.  
Ei sunt originari de pe planeta Aiur o planetă de pe marginea galaxiei și sunt prezentați în jocuri și în romanele din seria StarCraft în luptă cu rasa Zerg. Ambele rase au suferit manipulări în evoluția lor din partea misterioasei rase antice Xel'Naga.

## StarCraft I

### Structuri
- Gateway[3] - clădirea pentru recrutarea trupelor principale de infanterie
- Cybernetics Core - clădirea secundară, necesară pentru producerea de unități Dragoon și structuri Photon Cannon, de îmbunătățire a scuturilor clădirilor și a unităților terestre
- Citadel of Adun - clădire necesară pentru ca luptătorii să atingă nivelul înalt de concentrare Khala, pentru opțiunea Leg Enhancements (unități Zealot  mai rapide)
- Robotics Facility - clădirea avansată necesară pentru producerea de unități Scarabs, Shuttle (transport) și Observer
- Robotics Support Bay - îmbunătățirea unităților disponibile de la Robotics Facility
- Observatory - clădirea avansată necesară pentru ca opțiunea de construcție a Observer să fie disponibilă la Robotics Facility
- Templar Archives - clădirea avansată necesară pentru producerea de unități High Templar
- Stargate - pentru producția a 4 tipuri de nave spațiale protoss: Corsair, Scout, Carrier și Arbiter
- Fleet Beacon - clădirea avansată necesară pentru îmbunătățirea unităților Scout și Carrier
- Arbiter Tribunal - clădirea avansată necesară pentru ca opțiunea de construcție a unităților Arbiter să fie disponibilă la Stargate; pentru îmbunătățirea unităților Arbiter
- Shield Battery - clădire pentru încărcarea scuturilor avariate a unităților Protoss
- Photon Cannon - singura clădire de apărare care trage cu sfere de antimaterie

- Nexus[4] - clădire pentru recrutarea lucrătorilor Probes și pentru colectarea resurselor transportate de aceștia
- Pylon[5] - clădire ce susține nivelul energetic al celorlalte clădiri și aprovizionează unitățile
- Assimilator[6] - clădire pentru recoltarea de Vespene gas din gheizere

### Unități
- Arbiter - unitate specială aeriană
- Archon - unitate terestră creată din 2 High Templar
- Carrier - unitate aeriană, atac terestru și aerian
- Corsair - unitate aeriană, atac doar aerian
- Dark Archon - unitate specială terestră, psihonică, de control mental[7], singura care poate face ca jucătorul să controleze mai multe rase simultan (excepție unele campanii); este creat din unirea a 2 unități Dark Templar
- Dark Templar -  unitate terestră, atac doar terestru, invizibilitate continuă
- Dragoon - unitate terestră, atac terestru și aerian
- High Templar - unitate specială terestră psihonică, produce halucinații și furtuni psionice[8]
- Observer - - unitate aeriană de detecție, invizibilitate continuă
- Probe[9] - unitate de lucru - adună resurse și transportă matricele energetice ale clădirilor pentru a fi construite în raza unui Pylon (Nexus, Assimilator și Pylon sunt singurele structuri care se pot construi în afara razei de acțiune a unui Pylon construit anterior)
- Reaver - unitate terestră, atac doar terestru
- Scout - unitate aeriană, atac terestru și aerian [10]
- Shuttle - unitate aeriană de transport trupe terestre
- Zealot - unitate terestră, atac doar terestru